# Retraite
Een retraite is een afzondering voor spiritueel zelfonderzoek en geestelijke oefening. Een daarvoor geschikte omgeving kan een klooster of een speciaal daarvoor opgericht retraitecentrum zijn. Een retraite biedt vaak de gelegenheid om in een groep met de hulp van een begeleider gedurende een aantal dagen intensief te mediteren. 
Tot laat in de 20e eeuw waren door scholen georganiseerde retraites voor katholieken in Nederland en Vlaanderen heel gewoon. Deze retraites richtten zich op verdieping van geloofsinzichten en -beleving. De laatste decennia worden ook retraites georganiseerd buiten het kader van georganiseerde religies, waarin dan de zin van het bestaan of de persoonlijke verwachtingen in het leven centraal staan. 
Een bijzondere vorm is de zogenaamde Ignatiaanse retraite gebaseerd op de Geestelijke Oefeningen van de heilige Ignatius van Loyola.
In het Leger des Heils worden officieren die de pensioengerechtigde leeftijd bereikt hebben 'op retraite gesteld'.